# Лаутерштајн
Лаутерштајн (њем. Lauterstein) град је у њемачкој савезној држави Баден-Виртемберг. Једно је од 38 општинских средишта округа Гепинген. Према процјени из 2010. у граду је живјело 2.696 становника. Посједује регионалну шифру (AGS) 8117061.

## Географски и демографски подаци
Лаутерштајн се налази у савезној држави Баден-Виртемберг у округу Гепинген. Град се налази на надморској висини од 468 метара. Површина општине износи 23,3 km². У самом граду је, према процјени из 2010. године, живјело 2.696 становника. Просјечна густина становништва износи 116 становника/km².